# Doa raspa
Doa raspa är en fjärilsart som beskrevs av Druce 1894. Doa raspa ingår i släktet Doa och familjen Doidae. Inga underarter finns listade i Catalogue of Life.